# Корнуолл
Ко́рнволл (заст. укр. Корнвалія, англ. Cornwall МФА: [ˈkɔːnwɒl]; корн. Kernow МФА: [ˈkɛrnɔʊ]) — географічно-історична територія, а також церемоніальне графство у регіоні Південно-Західна Англія, Англія, Велика Британія. Адміністративний центр та єдиний населений пункт зі статусом міста — Труро.

## Географія
Графство розташоване на однойменному півострові на заході від річки Тамару. Найпівденніше й найзахідніше графство країни. Корнуолл має площу 3 563 км², у тому числі Силійські острови, що лежать на відстані 45 км від берега. Населення Корнуоллу становить 513 528 осіб, з відносно низькою густиною 144 мешканці на квадратний кілометр.
Типові для Корнуоллу вересові поля, широке й виразне узбережжя та м'який клімат. Ще він примітний археологічними знахідками кам'яної доби, що з 2006 належать до світової спадщини ЮНЕСКО. Отже, туризм становить чималу частину місцевої економіки. Однак Корнуолл залишається одним із найбідніших районів Об'єднаного Королівства, себто найменше в розрахунку на людину вносить до національної економіки.
Корнуолл — батьківщина корнців, однієї з шести кельтських націй. Більшість мешканців замислюється над справою розширеної місцевої автономії до графства.

## Клімат
У Корнуоллі помірний морський клімат, з прохолодним літом та м'якою зимою, мороз та сніг трапляються дуже рідко. Середньорічні температури змінюються від +11,6 °С на островах Сіллі до +9,8 °С на теренах центрального нагір'я. На більшій частині Корнуоллу сонячне світло сяє понад 1541 годин на рік.
| Клімат Корнуоллу                           | Клімат Корнуоллу | Клімат Корнуоллу | Клімат Корнуоллу | Клімат Корнуоллу | Клімат Корнуоллу | Клімат Корнуоллу | Клімат Корнуоллу | Клімат Корнуоллу | Клімат Корнуоллу | Клімат Корнуоллу | Клімат Корнуоллу | Клімат Корнуоллу | Клімат Корнуоллу |
| Показник                                   | Січ.             | Лют.             | Бер.             | Квіт.            | Трав.            | Черв.            | Лип.             | Серп.            | Вер.             | Жовт.            | Лист.            | Груд.            | Рік              |
| Абсолютний максимум, °C                    | 14,4             | 16,3             | 18,3             | 24,1             | 25,9             | 31,6             | 31,0             | 30,9             | 26,3             | 23,0             | 17,1             | 16,1             |                  |
| Середній максимум, °C                      | 8,8              | 8,8              | 10,5             | 12,6             | 15,6             | 18,0             | 19,9             | 20,0             | 18,1             | 14,8             | 11,7             | 9,5              | 14,0             |
| Середня температура, °C                    | 6,4              | 6,2              | 7,7              | 9,3              | 12,2             | 14,6             | 16,6             | 16,7             | 14,9             | 12,1             | 9,1              | 7,0              | 11,0             |
| Середній мінімум, °C                       | 4,0              | 3,6              | 4,8              | 5,9              | 8,8              | 11,2             | 13,3             | 13,4             | 11,6             | 9,3              | 6,4              | 4,5              | 8,1              |
| Абсолютний мінімум, °C                     | −8,8             | −7               | −7               | −2,4             | −0,5             | 2,9              | 6,1              | 5,9              | 1,9              | −1               | −3,4             | −5,7             |                  |
| Середня кількість сонячних годин на місяць | 61,9             | 84,1             | 123,3            | 187,5            | 224,8            | 222,8            | 213,8            | 204,4            | 160,8            | 115,5            | 75,3             | 54,5             | 1730,1           |
| Норма опадів, мм                           | 108.3            | 84.1             | 78.0             | 66.9             | 63.8             | 57.2             | 62.3             | 67.4             | 73.7             | 113.4            | 113.4            | 118.8            | 1007.4           |
| Днів з опадами                             | 15,1             | 11,6             | 12,4             | 10,9             | 10,4             | 8,5              | 9,4              | 10,1             | 9,9              | 14,4             | 15,0             | 14,5             | 142,1            |
| Днів зі снігом                             | 2                | 2                | 1                | 0                | 0                | 0                | 0                | 0                | 0                | 0                | 0                | 1                | 7                |
| Вологість повітря, %                       | 86               | 84               | 82               | 80               | 79               | 80               | 81               | 82               | 83               | 85               | 85               | 86               | 82               |
| ------------------------------------------ | ---------------- | ---------------- | ---------------- | ---------------- | ---------------- | ---------------- | ---------------- | ---------------- | ---------------- | ---------------- | ---------------- | ---------------- | ---------------- |

## Назва

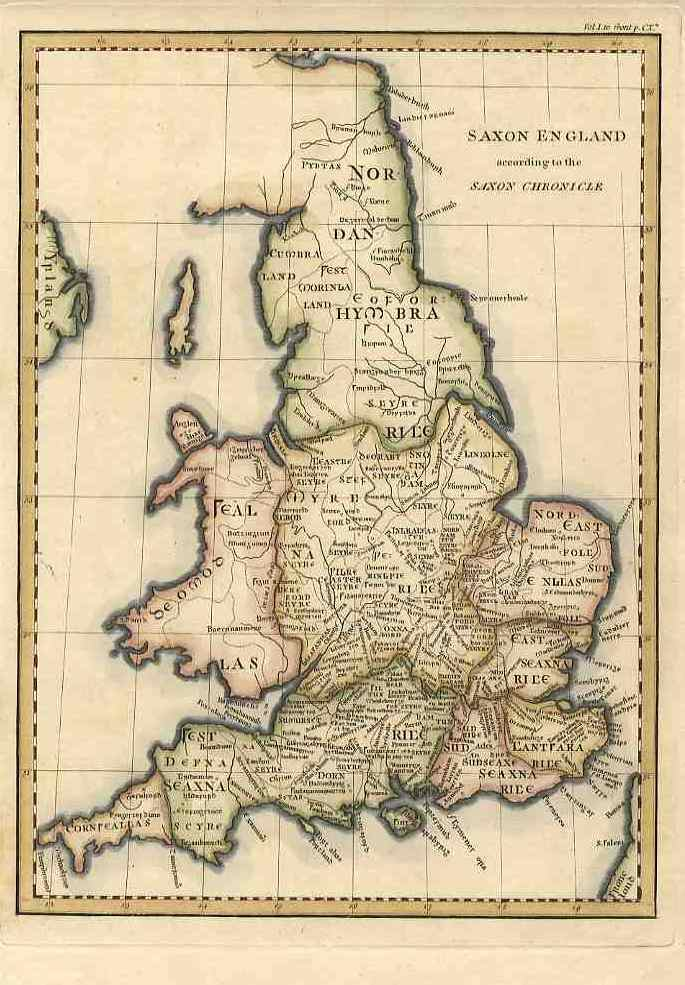
«Cornweallas» в Англосаксонській хроніці

Назва Ко́рнуолл', Ко́рнуелл, Ко́рнволл та Кернов (корн. Kernow) є поєднанням 2 різних термінів з різних мов.
Латинська назва кельтського племені, що населяло сучасний Корнуолл у часи Римської імперії, Cornovii, пішла від бритонської назви племені, яке визначило сучасний корномовний варіант Kernow, також відомий бритонам як Corneu. Він міг з'явитися двома шляхами: або з загальнокельтського кореня cern, він же латиною cornu, що означає ріг або півострів, певно, завдяки обрисам території. Cornovii цілком закріпилося за теренами як Cornubia, тобто «люди рогу», близько 700 року. Така назва зоставалася до Середньовіччя.
Протягом 6 і 7 сторіч назва Cornubia спотворилася внаслідок суттєвих змін англійської мови. Англосакси впровадили суфікс wealas, що означає чужинці, таким чином створилося Corn-wealas. Деякі історики зазначають, що це було назвою Уельсу, одначе зрозуміло, що термін однак поширювався на всі британські народи й землі, яких англосакси вважали чужинцями. Якщо Кернов був відомий як Західний Уельс, а сучасний Уельс як Північний Уельс, значення Wales може бути цілком імовірним.

## Історія
Відомостей про давню і ранньосередньовічну історію Корнволла дуже мало.
У кельтські часи Корнуолл населяло плем'я думнонів (їхня племінна столиця розташовувалася на території нинішнього Девона). У роки римського правління воно зазнало мінімальної романізації, а вся економічна діяльність на півострові зводилася до видобутку олова та його вивезення через кілька невеликих портів. Ні стратегічних доріг, ні великих поселень у Корнволлі не було. Думнони зберігали звичний уклад життя, згідно з легендарними джерелами вони зберігали навіть власну династію правителів, що потім стала королями Думнонії (кельтська назва півострова; слово Корнволл — саксонського походження).
В епоху раннього Середньовіччя Думнонія була самостійною кельтською державою, проте поступово була завойована Вессексом: наприкінці VI століття сакси захопили територію нинішнього Сомерсета, протягом IX століття підкорили Девон.
У 1013 році Вессекс був приєднаний до Данського королівства, але Корнволл зміг зберегти незалежність, зобов'язавшись щорічно виплачувати Данії певну суму. У правління Едуарда Сповідника (1024-1066) Корнволл увійшов до складу Англії, і всі його землі змінили власників.
Залишки самостійності Корнволла були ліквідовані до середини XI століття - у Книзі Страшного суду серед великих землевласників бриттів вже не залишилося. За однією з версій, дія в легендах про короля Артура розгортається в Корнволлі.
Колонізація Корнволла через його крайню економічну відсталість (єдиною розвиненою галуззю економіки залишалася видобуток олова) відбувалася дуже повільно. В 1497 коренці, обурені новим податком, підняли повстання. Через півстоліття, і в ході Англійської реформації населення півострова в 1549 знову повстало проти введення богослужіння англійською мовою, яку багато корнців не знали. Повстання було придушене, проте через сторіччя Корнволл знову виступив проти центральної влади, підтримавши поваленого короля Карла I. У ході бойових дій Англійської революції Корнволл був зруйнований. До кінця століття корнська мова була заміщена англійською, а до початку XIX століття фактично зникла з розмовної мови. Нині робляться спроби відродження корнської мови. З півмільйонного населення півострова на ній говорять лише 300-400 чоловік.
До кінця 1990-х років припинила свою роботу гірничодобувна промисловість Корнволла, яка стала нерентабельною. Це призвело до економічної кризи у регіоні. Рівень життя в ньому нижчий від середньостатистичного по Великій Британії. Проте в регіоні активно розвивається туризм — насамперед внутрішній.

## Міста
| #  | Назва       | Населення | Населення |
| #  | Назва       | 2001      | 2011      |
| -- | ----------- | --------- | --------- |
| 1  | Фалмут      | 20,775    | 21,797    |
| 2  | Пензанс     | 21,168    | 21,045    |
| 3  | Кемборн     | 20,010    | 20,845    |
| 4  | Нюкій       | 19,562    | 20,342    |
| 5  | Сент-Остелл | 22,658    | 19,958    |
| 6  | Труро       | 17,431    | 18,766    |
| 7  | Солтеш      | 14,964    | 16,184    |
| 8  | Бодмін      | 12,778    | 14,614    |
| 9  | Редрут      | 12,352    | 14,018    |
| 10 | Сент-Айвз   | 11,165    | 11,226    |
| 11 | Гелстон     | 9,780     | 11,178    |
| 12 | Ліскеард    | 8,478     | 9,417     |
| 13 | Бьюд        | 9,242     | 9,222     |
| 14 | Лонстон     | 7,135     | 8,910     |
| 15 | Гейл        | 7,844     | 8,210     |
| 16 | Торпойнт    | 8,633     | 7,717     |
| 17 | Пенрин      | 7,166     | 6,812     |
| 18 | Вейдбрідж   | 6,222     | 6,599     |
| 19 | Каллінґтон  | 4,048     | 5,786     |
| 20 | Лю          | 5,280     | 5,112     |
| 21 | Сент-Блейзі | 6,632     | 4,674     |